# Eparchie
Eparchie je územní správní jednotka řeckokatolických, pravoslavných a východních církví, obdoba římskokatolické diecéze. V jejím čele stojí eparcha (sídelní biskup) Významné eparchie se označují jako archieparchie a v jejich čele stojí archieparchové.
Ústřední eparchií České a slovenské pravoslavné církve je eparchie pražská.
Eparchie byla též státní územněsprávní jednotka v Byzantské říši a núbijské Makúrii.

## Eparchie řeckokatolických církví
Řeckokatolické církve analogicky k římskokatolické diecézi a arcidiecézi rozlišují eparchie a archieparchie (v jejichž čele stojí eparchové resp. archieparchové). V oblastech, kde dominuje římský katolicismus, se běžně používá pro označení eparchií a eparchů západní terminologie (diecéze, sídelní biskup či arcibiskup), a to často i samotnými příslušníky příslušných církví.
Řeckokatolická církev na území České republiky a Slovenska spadala historicky pod lvovskou a pak pod prešovskou eparchii. Od roku 1996 je na českém území zřízen samostatný apoštolský exarchát podřízený přímo papeži, zatímco na Slovensku existuje samostatná Řeckokatolická církev na Slovensku, k níž náleží kromě jedné archieparchie a dvou eparchií na Slovensku též exarchát v Kanadě sloužící slovenským vystěhovalcům.

## Eparchie pravoslavných a východních církví
V čele eparchie u pravoslavné církve a východní církve také stojí eparchové (sídelní biskupové). V oblastech, kde dominuje římský katolicismus, se běžně používá pro označení eparchií a eparchů západní terminologie (diecéze, sídelní biskup či arcibiskup) a to často i samotnými příslušníky příslušných církví. Nepoužívají zpravidla pojem archeparchie, ovšem některé eparchie mají ve svém čele arcibiskupa.
V českých zemích oficiálně působí Pravoslavná církev v Českých zemích a na Slovensku, která zde má dvě eparchie: pražskou a olomoucko-brněnskou. V Praze sídlí arcibiskup. Slovenskou část církve tvoří eparchie prešovská který je aktuálně též metropolitou Českých zemí a Slovenska (metropolita se zde volí, takže tento úřad není spojen s konkrétní archeparchií (je volen mezi pražským a prešovským arcibiskupem), jak je tomu u řeckokatolické církve) a eparchie michalovsko-košická.